# Efecto de realidad
El efecto de realidad (en francés: effet de réel) es un elemento o técnica textual cuyo propósito es el de establecer textos literarios como realistas, es decir, dar al lector la impresión de que el texto describe el mundo real.
El efecto de realidad fue nombrado y teorizado por el semiólogo francés Roland Barthes (1915-1980) en un breve artículo, El efecto de realidad, publicado en la revista Communications número 11 en el año de 1968: tal revista tuvo un «papel fundamental en la difusión de las tesis estructuralistas», las cuales buscaban construir modelos rigurosos para las ciencias sociales, utilizando el modelo de la lingüística propuesta por Ferdinand de Saussure.  Barthes fue uno de los autores más flexibles en cuanto a las formas de apropiación del estructuralismo: si bien inicialmente (desde 1960 a 1966) mantuvo una postura cientificista (en la que dio supremacía a la crítica y la teoría antes que a la escritura) al avanzar el tiempo fue distanciándose de las posturas iniciales del propio estructuralismo.  El ensayo en cuestión es una revisión y una crítica de Introducción al análisis estructural de los relatos, publicado en la misma revista en el año 1966, en el cual propone un análisis del relato fundamentado en la lingüística estructuralista. El efecto de realidad es un acercamiento diferente a lo que él llamó «rellenos» y «lujos» del relato: las descripciones de la narración ficcional o histórica que habían sido denominados por la crítica estructuralista como «aparentemente inútiles» (nombrados así por el mismo Barthes en Introducción al análisis estructural de los relatos) son abordados por el autor como parte fundamental de un discurso particular, el denominado «realista».

## Lujos
En el inicio del texto Barthes muestra ejemplos de descripciones en la obra de Gustave Flaubert “Un corazón sencillo” en Tres cuentos (1877) y el relato sobre la muerte de Charlotte Corday del historiador francés Jules Michelet (1855). Dentro del análisis estructural que critica Barthes tales “observaciones ” son omitidas como detalles superfluos en relación con la estructura o denominados como “catálisis o rellenos”  con un valor funcional indirecto, sólo recuperables en la estructura como indicios de carácter o de atmósfera. Según indica el autor, las descripciones parecen no tener ninguna finalidad que justifique la referencia a los objetos en cuestión (en el caso del ejemplo de Gustave Flaubert, un barómetro, y en el de Jules Michelet, una precisión sobre el tiempo transcurrido para que ocurra la llegada del pintor a la prisión de Charlotte Corday) pero aun así son elementos constantes en la literatura occidental.

## Estructura predictiva del relato
Para
abordar la cuestión de las descripciones el autor señala su carácter analógico
en contraste con la estructura predictiva del relato, la cual implica que”
alguien dice al héroe: si actúas de tal manera, si eliges tal parte de la alternativa,
esto es lo que vas a conseguir”. En cambio, la descripción es analógica, sin ninguna marca predictiva: “su
estructura es puramente aditiva y no contiene esa trayectoria de opciones y
alternativas que da la narración el diseño de un amplio dispaching”
por lo cual se conforma como parte de los lenguajes superiores (Barthes menciona la comparación del sistema predictivo del “lenguaje” de las abejas, en el cual no
hay descripción, con el lenguaje humano, en el cual conviven ambos sistemas)
Según señala Barthes,
el análisis estructural debe encontrar la significación de la descripción “insignificante”.

## La imagen en la retórica y en el realismo
En
la institución retórica la descripción tiene como finalidad la “belleza”, su
función es estética, no se encuentra sometida a la verosimilitud
referencial.  Barthes da como ejemplos retóricos el género epidíctico (elogio de un
héroe o necrológica) un discurso ornamental perteneciente a la Antigüedad; y la
ekfrasis neorretórica alejandrina (siglo II d. C.). A
ello se opone la finalidad en las descripciones de Rouen en Madame Bovary (finalidad extensible al discurso
realista en general), de Gustave Flaubert: tal obra está regida por “lo verosímil estético”, en ella se asemeja a Rouen
con una pintura, indicando así una relación con la definición platónica del artista en
tercer grado. Existe un sentido en las descripciones flaubertianas: éstas
responden a reglas culturales de la representación y a “imperativos realistas,” a
partir de los cuales la exactitud del referente justifica la denotación o
descripción. El realismo no se ciñe a la retórica clásica, razón por la cual
tendrá sus propias finalidades y justificaciones. En la anotación realista
hay una exigencia doble: en primer lugar, la función estética que da el sentido
como “pieza” a la descripción a la vez que la limita (de no ser así, las
anotaciones podrían extenderse ilimitadamente en el relato). Y, en segundo
lugar el seguimiento obligado del
referente como realidad permite la objetividad del discurso realista: “ al dar el referente como realidad,
al fingir seguirlo de una manera esclavizada, la descripción realista evita
dejarse arrastrar hacia una actividad fantasmagórica.”

## Resistencia al sentido
La representación de lo “concreto” o de ”lo vivido” aparece como una resistencia al sentido “como si, por una exclusión de derecho, lo que está vivo no pudiera significar”. Roland Barthes señala que la representación de la realidad bajo su forma escrita ha imperado desde la Antigüedad en el ámbito de la Historia, donde “lo concreto” se vuelve la referencia esencial, mientras que en el relato ficticio la descripción se encuentra supeditada a la lógica de lo inteligible o significativo. Ambos, el relato histórico y el ficcional, son discursos contemporáneos en una época en la cual las técnicas como la fotografía afirman la separación entre la funcionalidad estructural y la anotación aparentemente denotativa. El autor señala la existencia de dos verosimilitudes: la clásica, inscrita en la Antigüedad, época en la cual se consideraba que “lo real” no podía contaminar a lo verosímil: “porque lo verosímil no es nunca más que lo opinable [y] porque es general, y no particular, como la Historia.”; y la verosimilitud moderna. La diferencia entre el discurso clásico y el moderno se halla en que en el primero la anotación se considera como parte del tejido estructural: en la visión clásica se postula Esto (Sea, Admitamos). Por otro lado, en el discurso moderno “la anotación <real> de la que aquí exponemos el caso, renuncia a esa introducción implícita.” Así, la anotación realista se pretende ajena al sentido de la estructura.

## Constitución del “detalle concreto”: el efecto de realidad
En el final del texto, Roland Barthes alude a la conformación del signo lingüístico para
explicar la finalidad de la descripción realista. El concepto "signo lingüístico" fue propuesto
por Ferdinand de Saussure
en Curso de lingüística general (1916). Barthes explica que en el
detalle concreto utilizado en el discurso realista se pretende una relación
directa y transparente entre el referente y el significante. Es esto lo que el autor denomina la
ilusión referencial: “el significado
queda expulsado del signo, y con él, por supuesto, la posibilidad de
desarrollar una forma de sentido, es
decir […] la misma estructura narrativa."  Tal ilusión funciona gracias a que “lo
concreto” se elimina en el discurso realista 
como significado denotativo, y regresa “a título de significado de
connotación; pues en el mismo momento en que esos detalles se supone que
denotan directamente lo real, no hacen otra cosa que significarlo, sin decirlo.” Las
anotaciones o descripciones realistas significan a lo real: tal es el efecto
de realidad, la “base de esa verosimilitud inconfesada que forma la estética de
todas las obras más comunes de la modernidad.” Barthes
concluye que la nueva verosimilitud, la moderna, altera la naturaleza
tripartita del signo. Es necesario recordar que dicha verosimilitud se halla en
el relato ficticio, pero especialmente en el discurso histórico, por lo cual la
crítica desarrollada en el texto “El efecto de realidad” abarca lo literario y también lo
histórico.